# Parc de Procé
Le parc de Procé est un grand espace vert de Nantes, en France.

## Historique
Le manoir du parc est bâti à la fin du XVIIIe siècle. Il est reconstruit vers 1830 par Marion de Procé, armateur et maire de Saint-Père-en-Retz. Ses héritiers le vendent par la suite à Gustave Caillé, armateur et négociant en bois. Ce dernier réorganise complètement le parc en 1866 d'après les plans du paysagiste Dominique Noisette (neveu de Louis Claude Noisette) et lui donne sa physionomie actuelle. Ses enfants, le poète, érudit et avocat nantais Dominique Caillé, le prêtre Charles Caillé et Mme Arthur Écomard, épouse du maire de Carquefou, vendent le parc à la ville de Nantes en 1912 alors dirigée par Paul Bellamy, ami intime d'Arthur Écomard, à un prix symbolique (320 000 francs) pour qu'il soit préservé. Pour Nantes, il s'agit de compléter à l'ouest de la ville un ensemble de grands espaces verts publics.
Durant la Première Guerre mondiale, une partie des terres du domaine est utilisée par la mairie pour remédier à la pénurie de nourriture. Des parcelles sont plantées de pommes de terre. Cette opération, effectuée également au parc du Grand-Blottereau, est réussie grâce à l'emploi de la main d'œuvre des prisonniers de guerre allemands. La récolte atteint les 137 tonnes. Par ailleurs, des installations mises à la disposition des sociétés sportives sont aménagées dans la partie haute du parc. Le stade de Procé est inauguré le 4 mai 1919. Elles sont complétées par des tribunes, inaugurées en 1936. Une piste d'athlétisme est créée après la Seconde Guerre mondiale.
En 1929, la municipalité projette de transformer la partie de la vallée de la Chézine en aval du parc en une vaste promenade menant jusqu'à la place Canclaux. La plupart des expropriations sont mises en œuvre, mais le projet est abandonné à la suite du changement de l'équipe municipale. Cependant, à partir de 1941, en direction du sud-est vers la place Paul-Doumer, une partie des terrains acquis permet d'édifier un stade scolaire et un jardin pour enfants (actuel jardin d'enfants du parc de Procé). Ce dernier reçoit par la suite le bassin qui se trouvait auparavant au centre de la place Duchesse-Anne et accueillait l'ensemble statuaire « des baigneuses », déplacé à la fin des années 1920 lors des travaux du détournement de l'Erdre,,.
En 1941, la municipalité dirigée par Auguste Pageot fait l'acquisition de quatre statues provenant du Palais du Trocadéro de Paris, démoli en 1935 pour laisser la place au palais de Chaillot. Elles sont installées dans la partie haute du parc. À la même époque, celui-ci reçoit également les trois sculptures érigées près du pont Jules-César, vestiges de l'ancienne poissonnerie municipale. Le bâtiment comprend à l'origine quatre statues, mais la dernière, représentant l'Erdre ou la Boulogne, disparaît lors de sa démolition.
En 1995, le parc de Procé reçoit dans sa partie nord un kiosque provenant des anciens salons Piou, après restauration.

## Description

### Généralités
Le parc de Procé est situé dans l'ouest de la ville, sur les quartiers Hauts-Pavés - Saint-Félix et Dervallières - Zola (la Chézine qui traverse le parc au sud-ouest marque la limite entre les deux). Avec 11,3 ha, il s'agit de l'un des principaux espaces verts de Nantes, après les parcs du Petit Port (49,4 ha), du Grand-Blottereau (19,3 ha), de la Chantrerie (17,7 ha), de la Beaujoire (13,3 ha) et de la Gaudinière (12,5 ha).
Le parc a grossièrement la forme d'un trapèze, délimité au nord par le boulevard Clovis-Constant, à l'ouest par le boulevard des Anglais, au sud par la rue des Dervallières et à l'est par boulevard Albert-Thomas. Au nord-est, il ne longe pas de voie de communication mais les propriétés attenantes et les installations du stade de Procé. Il possède plusieurs entrées : une au nord, une à l'ouest, une à l'angle sud-ouest sur la place Raymond-Poincaré, deux au sud, et une à l'angle sud-est sur la place Paul-Doumer.
La majeure partie du parc de Procé occupe les pentes nord du vallon de la Chézine, un affluent de la Loire. La rivière entre dans le parc en son sud-ouest sous le pont Jules-César et y parcourt 200 m en direction du sud-est, alimentant deux petits étangs avant de passer sous la rue des Dervallières ; L'espace est principalement couvert de pelouses accessibles aux visiteurs, ce qui en fait un lieu de promenade fréquenté.
De l'autre côté de la rue des Dervallières, en aval de la Chézine, sur sa rive gauche, le jardin d'enfants du parc de Procé est aménagé. Au delà, le cours de la rivière forme ensuite une autre promenade avant de passer en tunnel près de la place Canclaux.

### Sites
Au sud du parc, le manoir de Procé, centre de la propriété sur laquelle a été édifié le parc, accueille un café-restaurant. Dans la partie haute du parc est érigé un ancien kiosque provenant des salons Piou (actuel boulevard Jules-Verne).

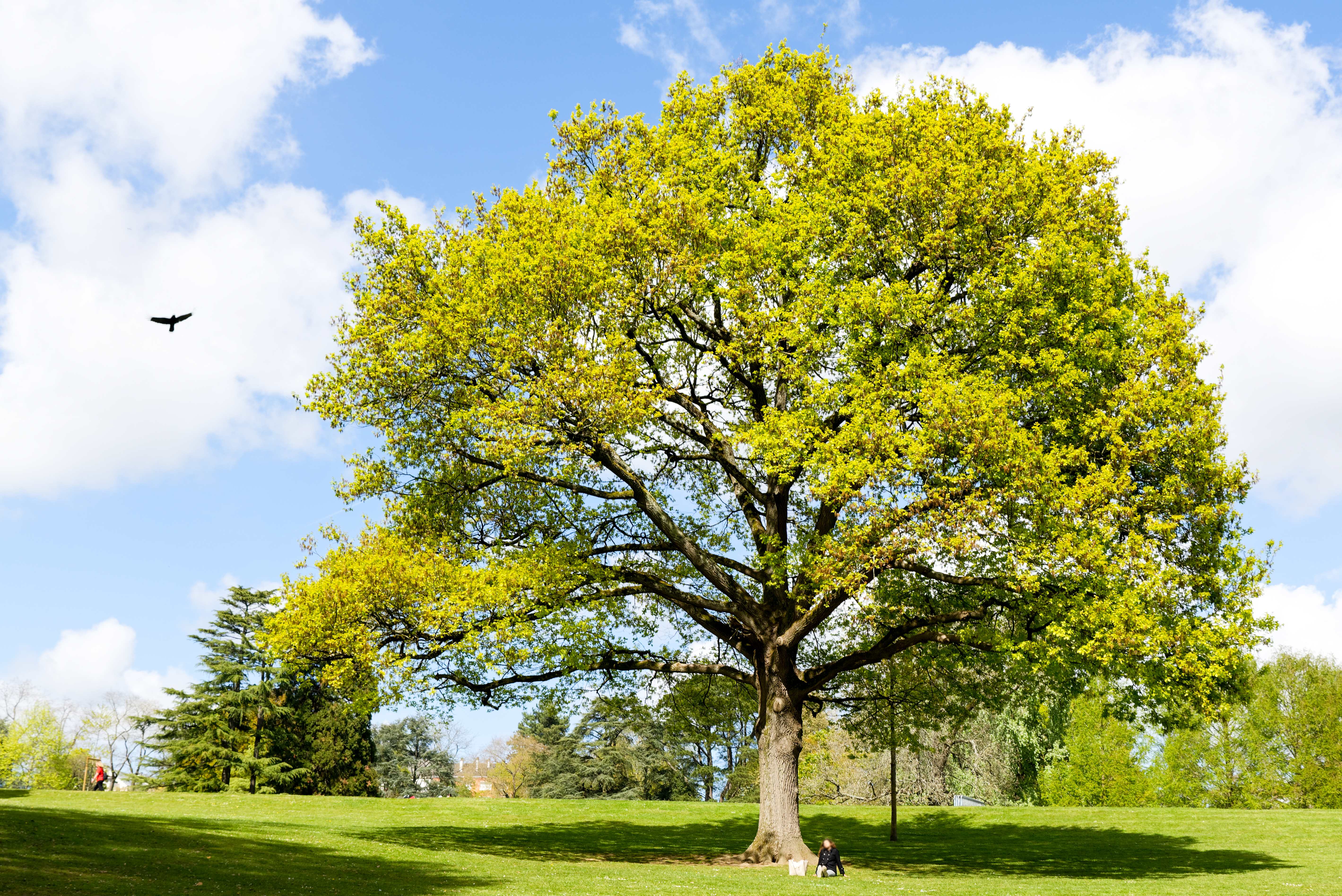
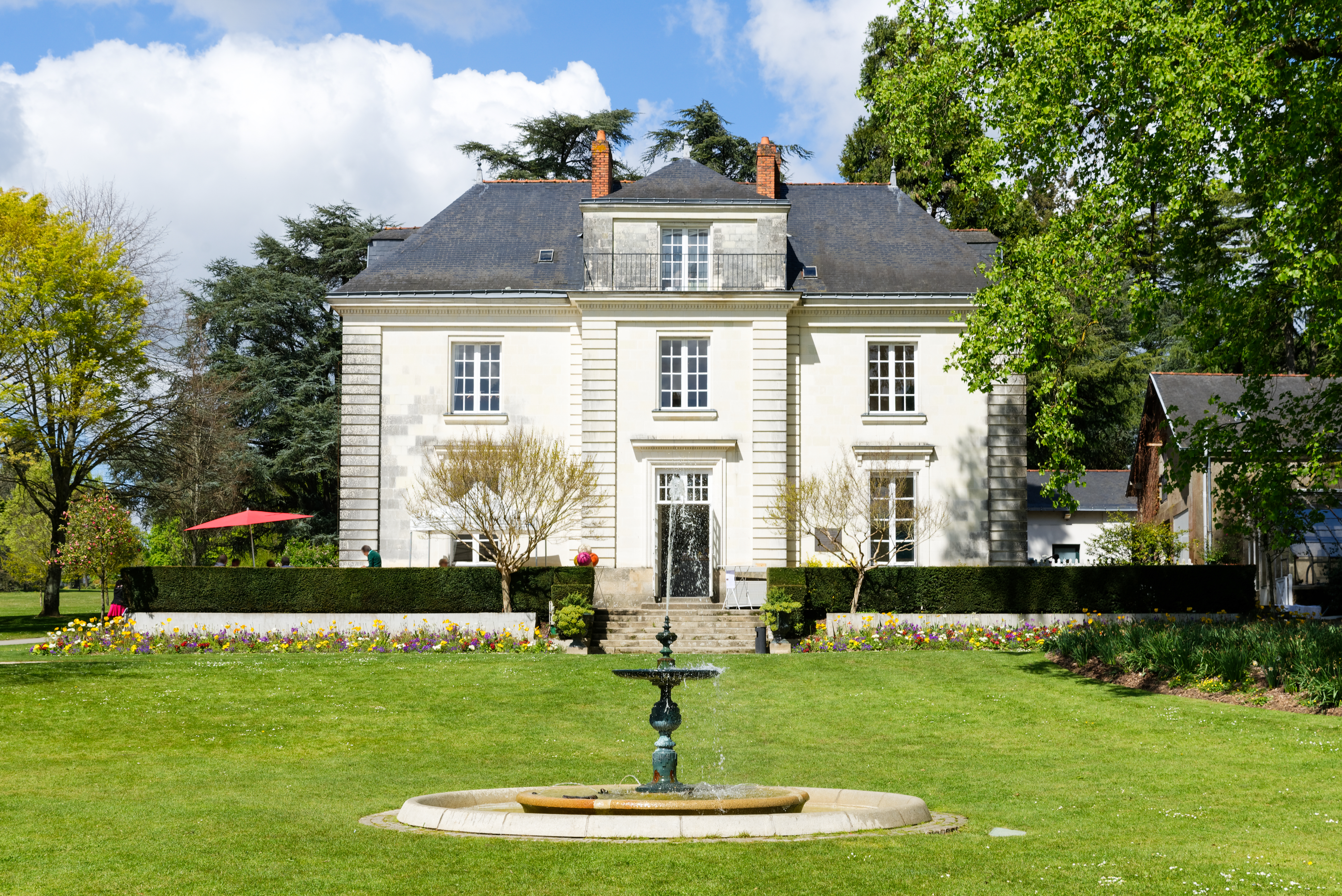
Manoir du parc.
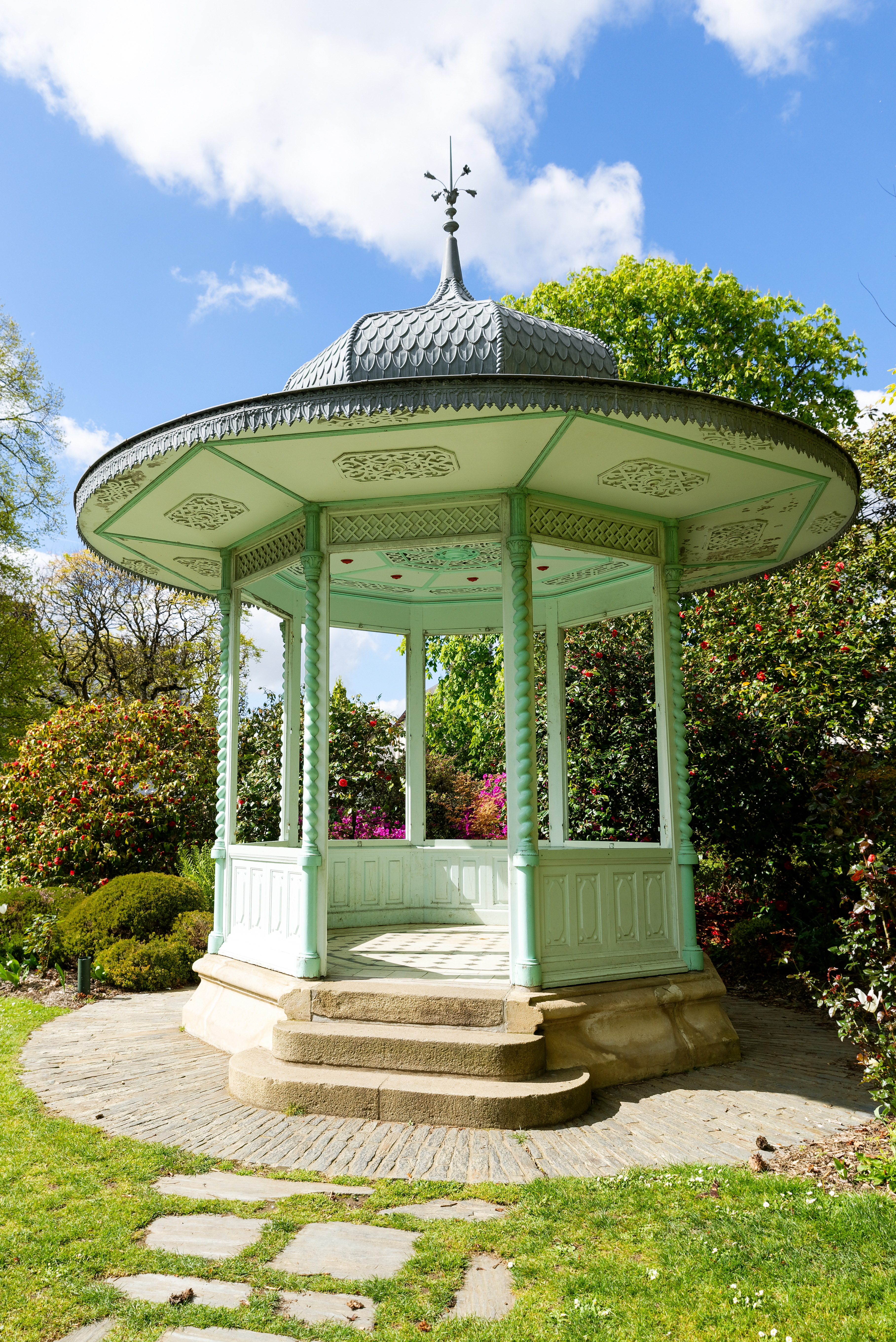
Kiosque Piou.
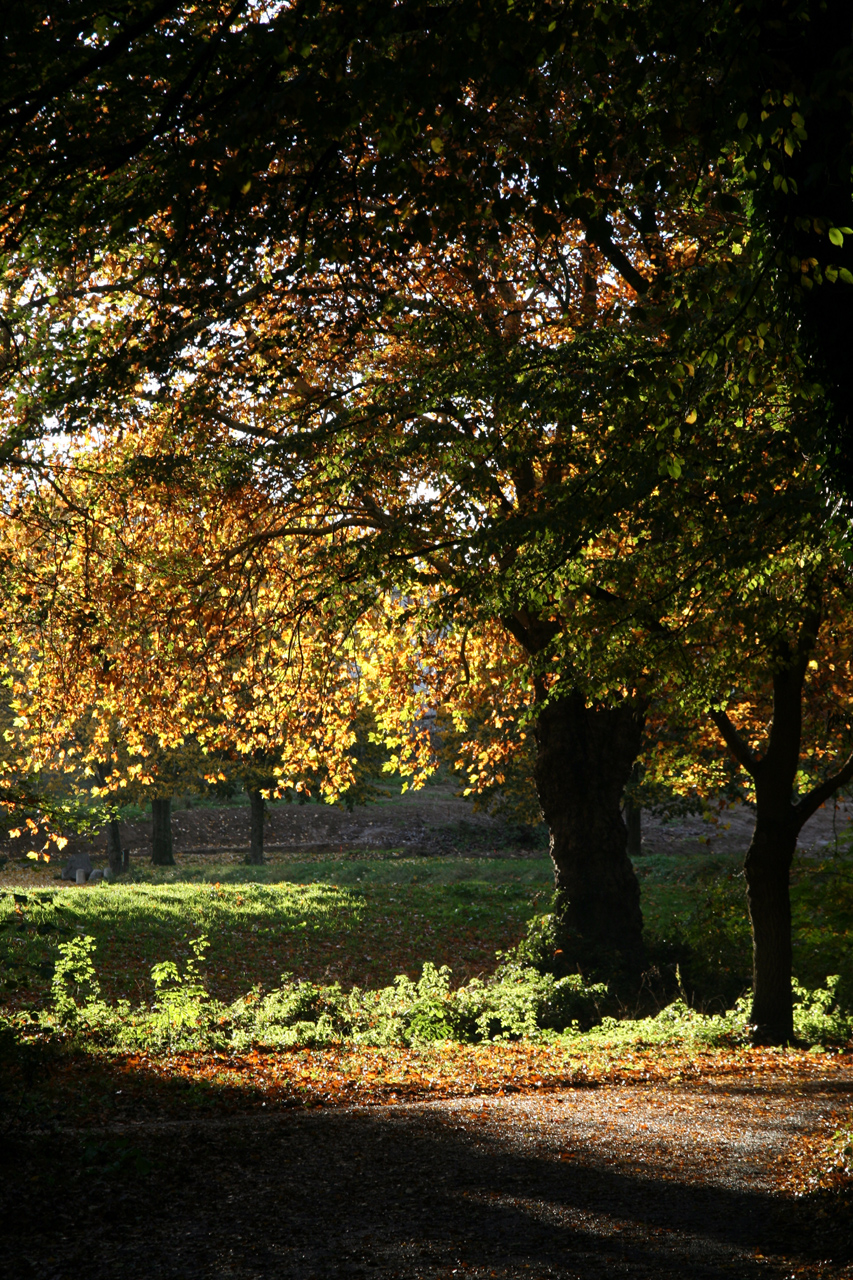
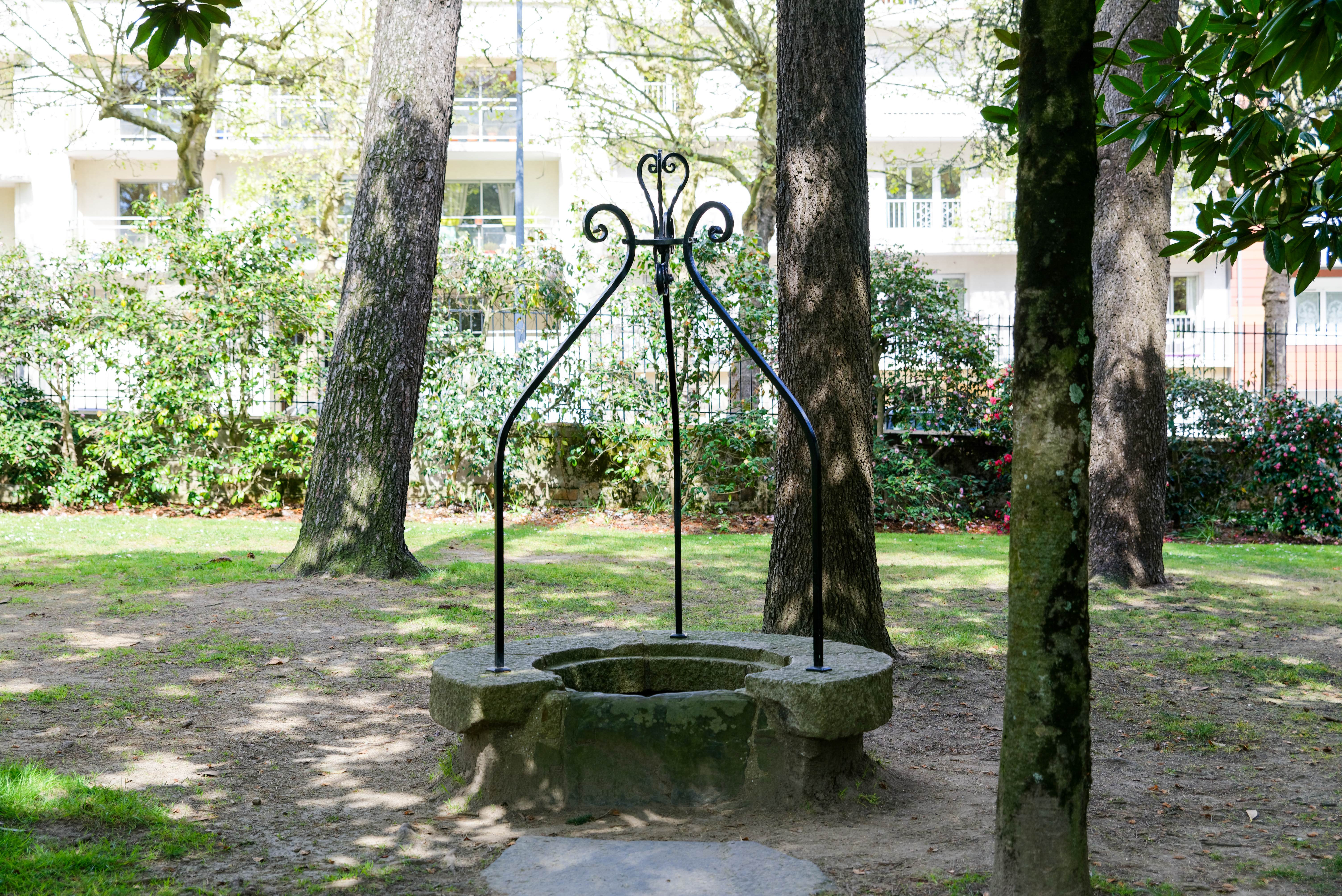
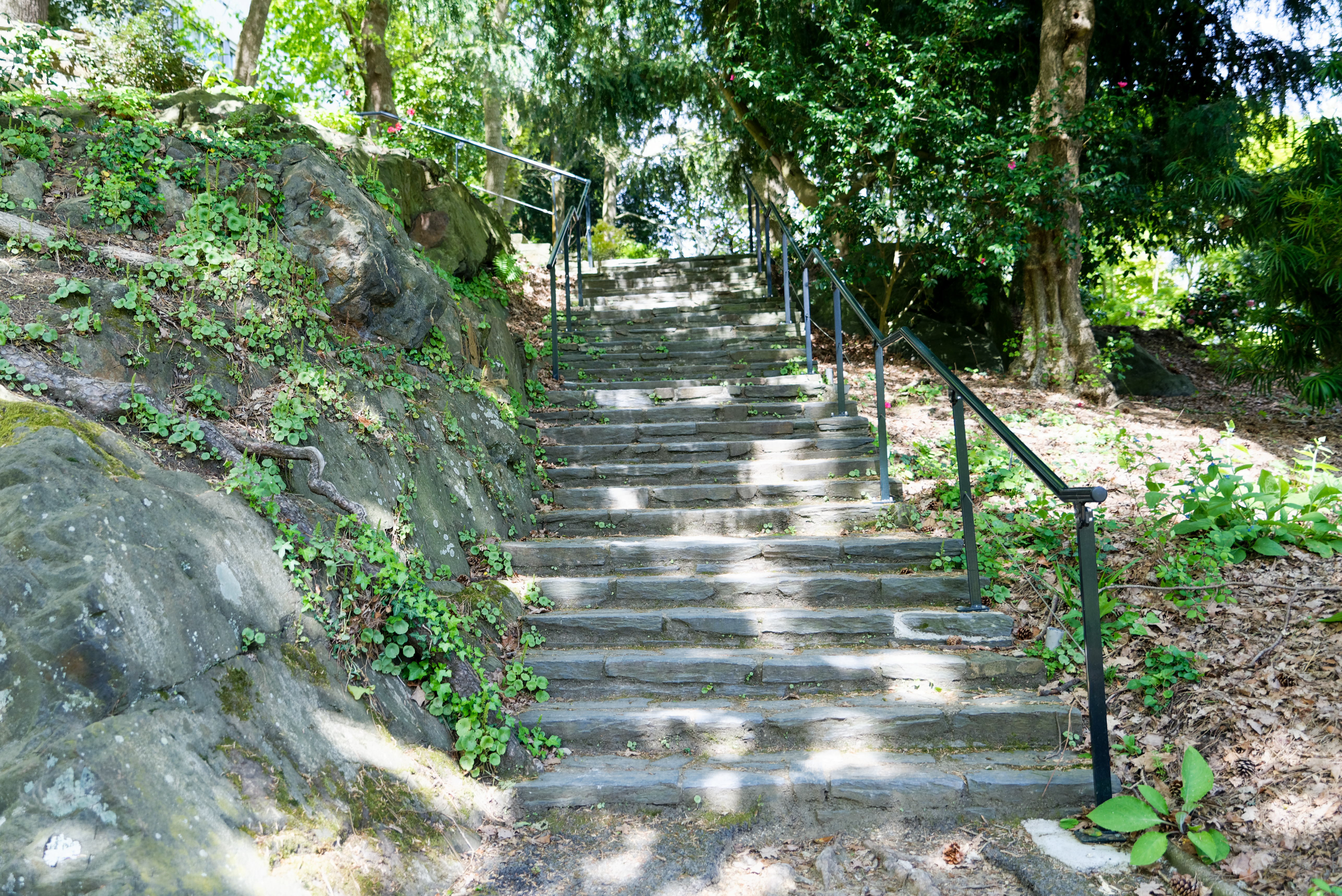

La parc de Procé comprend sept statues allégoriques, réparties en deux ensembles.
Trois d'entre elles sont érigées au pied du pont Jules-César, dans un petit bassin rectangulaire. Ces termes en calcaire d'Étienne-Édouard Suc proviennent de l'ancienne poissonnerie municipale qui s'élevait à la pointe est de l'Île Feydeau avant d'être démolie en 1939 à la suite des travaux de comblements des bras de la Loire. Ils représentent :
- L'Océan ;
- Le Lac de Grand-Lieu ;
- La Loire ou La Logne[6].

Groupe de termes
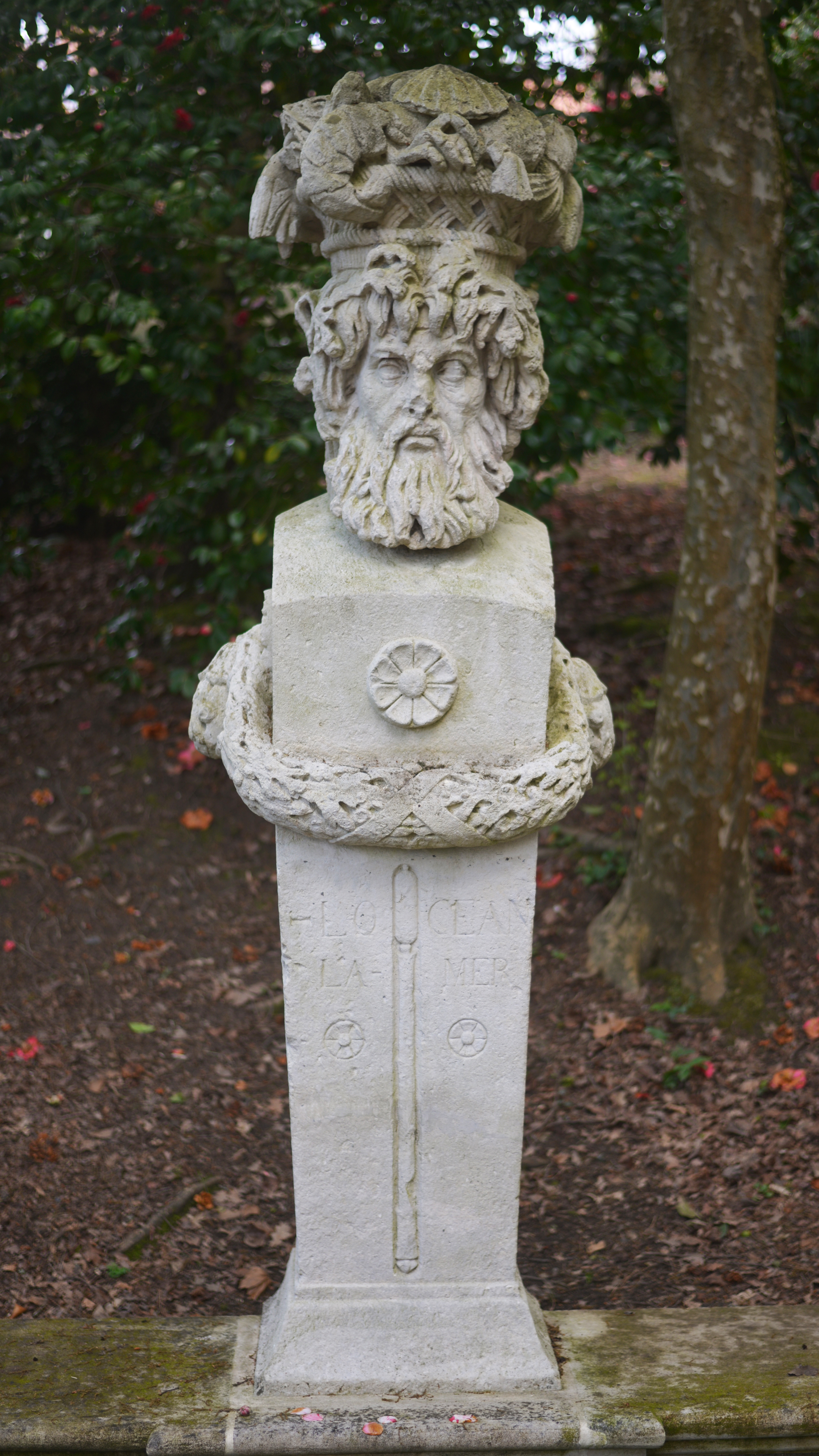
L'Océan.
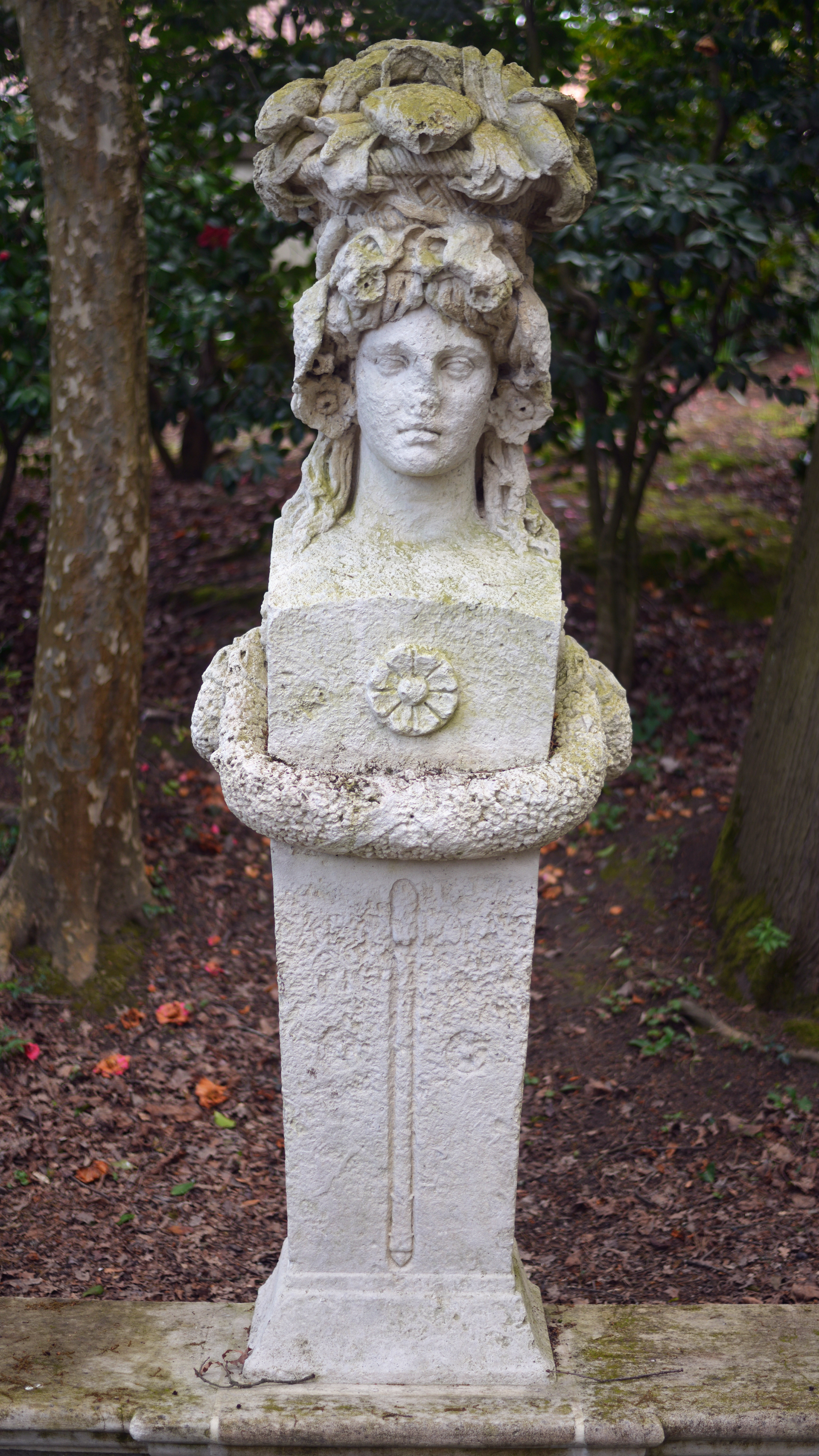
La Loire.
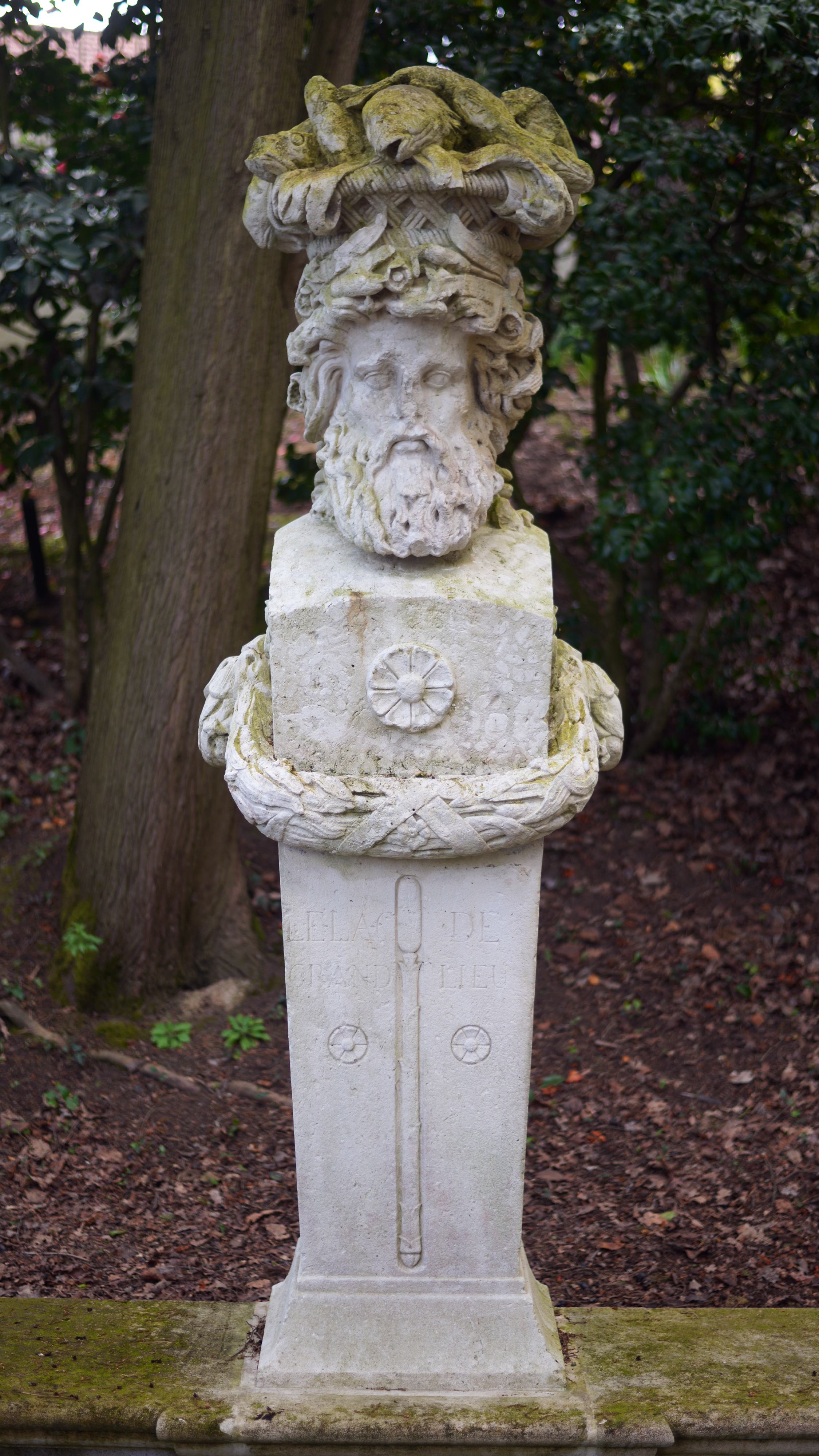
Le Lac de Grand-Lieu.

Les quatre autres statues en pierre sont réparties dans le haut du parc sur une grande pelouse à l'anglaise. Œuvres en tuffeau, elles proviennent du palais du Trocadéro de Paris, démoli en 1937 :
- La Botanique, par Jean-Baptiste Baujault ;
- Le Bûcheron ou La Forêt, par Ernest-Eugène Chrétien ;
- La Moisson, par Jean-Paul Aubé ;
- La Sculpture, par Vital Gabriel Dubray.

Statues provenant du palais du Trocadéro
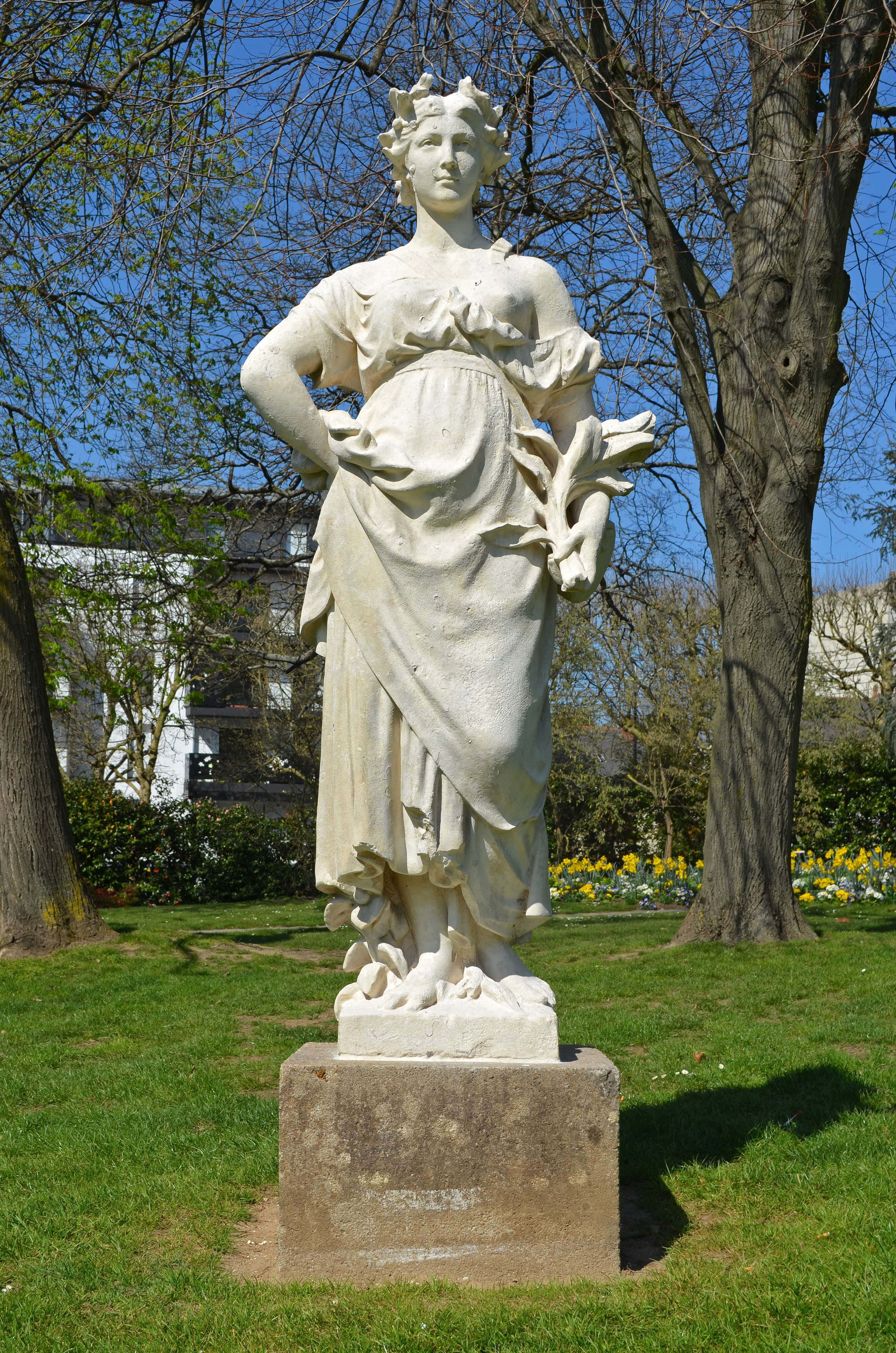
Jean-Baptiste Baujault, La Botanique.
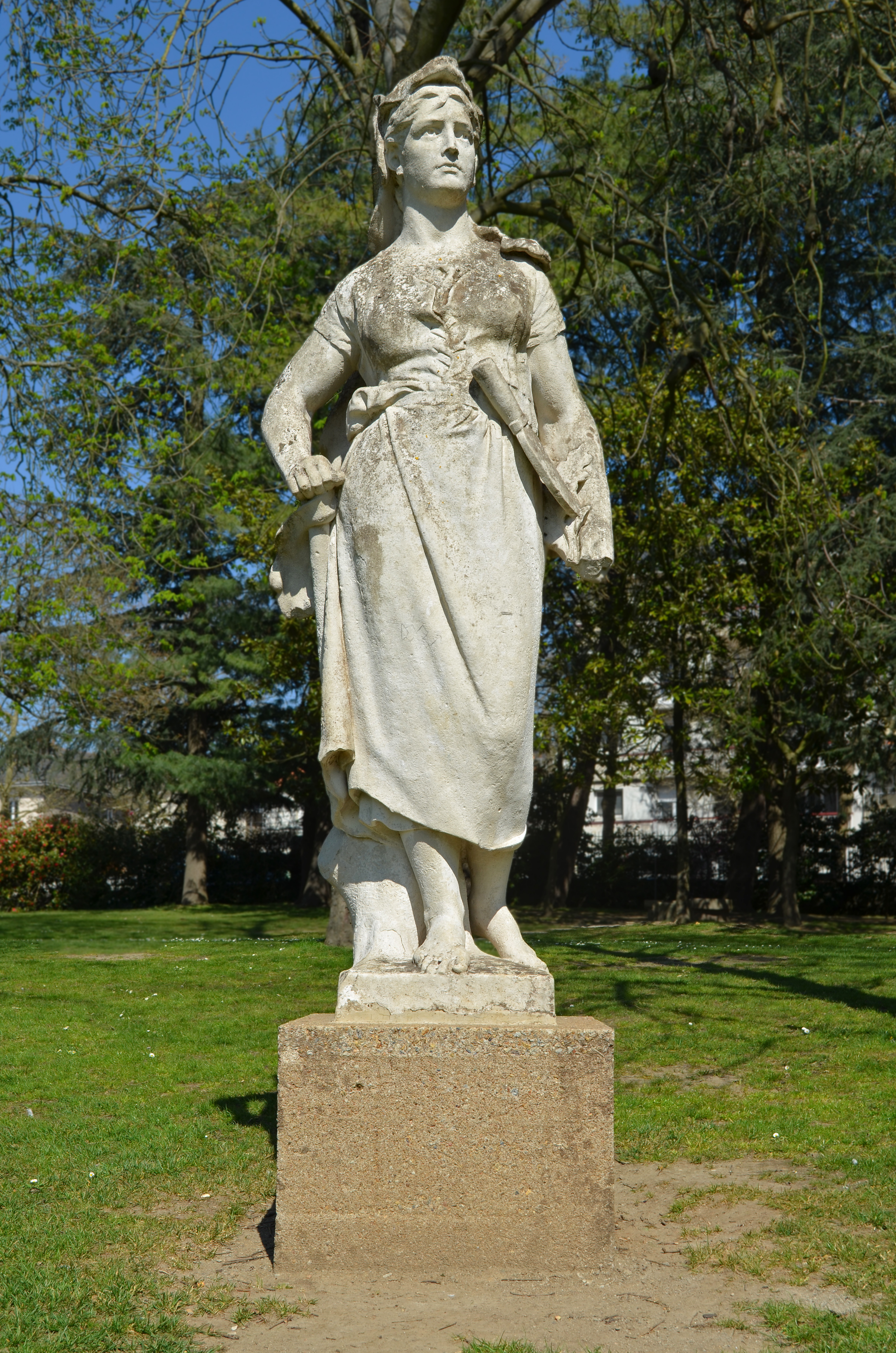
Edmond Chrétien, Le Bûcheron ou La Forêt.
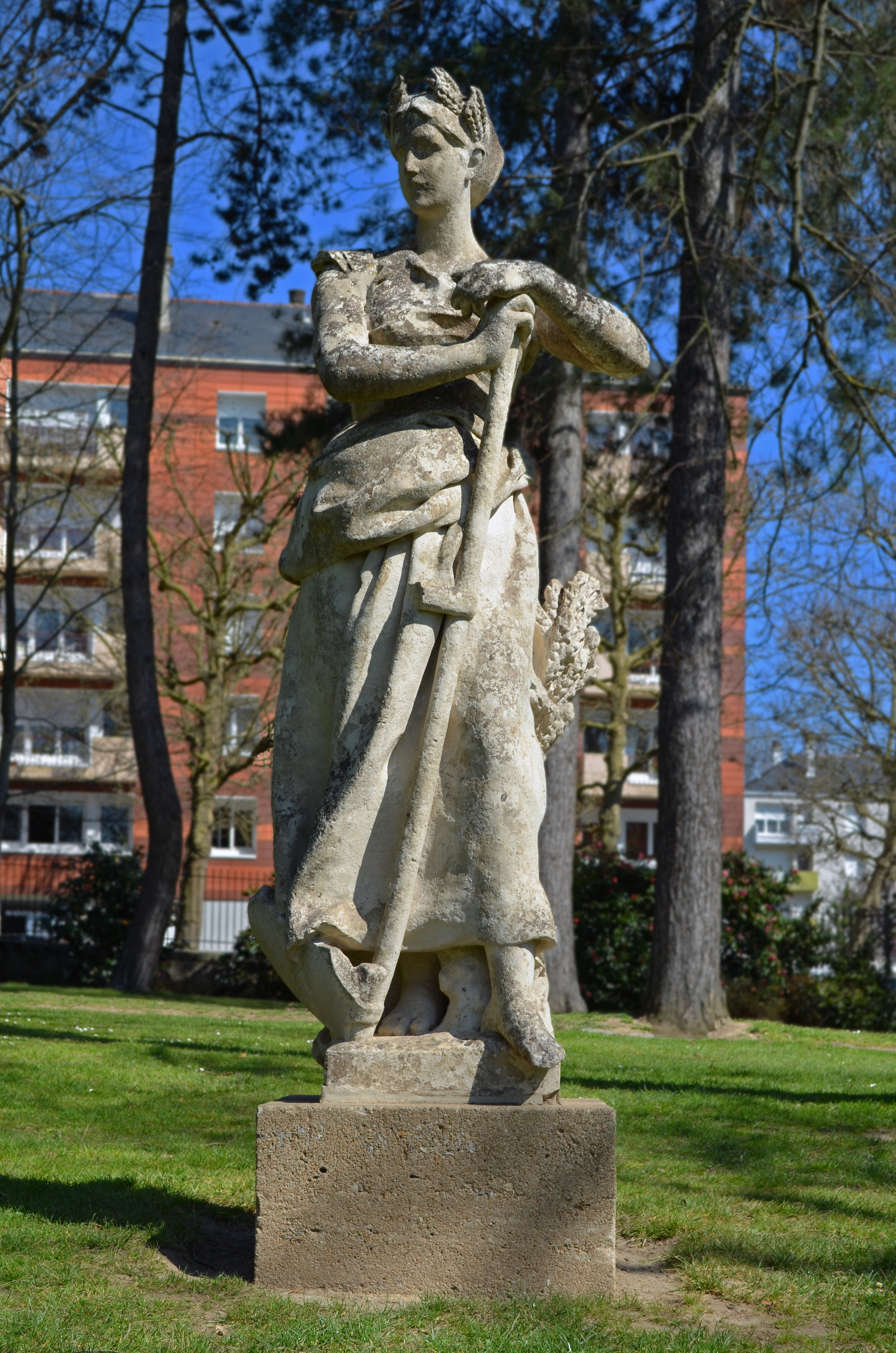
Jean-Paul Aubé, La Moisson.
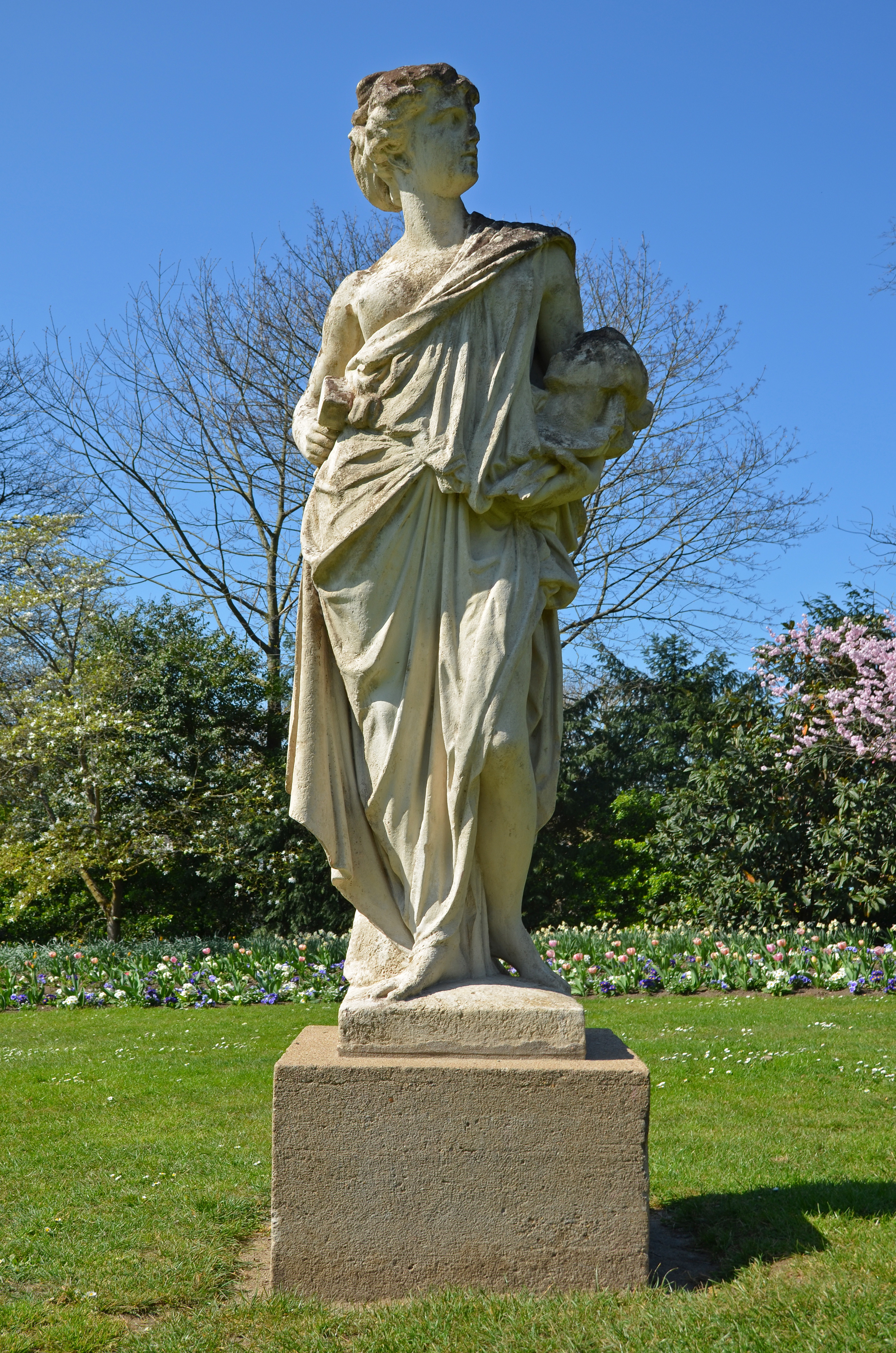
Vital Gabriel Dubray, La Sculpture.